# 螃蟹七
螃蟹七（学名：Arisaema fargesii）为天南星科天南星属的植物，为中国的特有植物。分布在中国的四川、甘肃、湖北等地，生长于海拔900米至1,600米的地区，一般生于灌丛内多石处或林下。

## 别名
- 天南星、虎掌南星（湖北利川）
- 白南星（湖北巴东）
- 红南星（重庆巫溪）
- 郎毒（重庆云阳）